# Apel misterios (film)
Apel misterios (titlu original: When a Stranger Calls) este un film slasher thriller american din 2006 regizat de Simon West după un scenariu de Jake Wade Wall bazat pe un film idol omonim din 1979 regizat de Fred Walton.

## Distribuție
- Camilla Belle - Jill Johnson
- Brian Geraghty - Bobby
- Katie Cassidy - Tiffany Madison
- Tommy Flanagan - The Stranger
- Lance Henriksen - The Stranger (Voce)
- David Denman - Officer Burroughs
- Derek de Lint - Dr. Mandrakis
- Kate Jennings Grant - Kelly Mandrakis
- Tessa Thompson - Scarlett
- Madeline Carroll - Allison Mandrakis
- Clark Gregg - Ben Johnson
- Arthur Young - Will Mandrakis
- Steve Eastin - Detective Hines
- John Bobek - Officer Lewis
- Dianna Agron - Cheerleader
- Rosine Ace Hatem - Rosa Ramirez, maid
- Brad Surosky - Boom Boom
- Karina Logue - track coach
- Escher Holloway - Cody
- Owen Smith - Officer
- Lillie West - Stacy (Voce)